# 安岳文廟
安岳文廟位於四川省資陽市安岳縣，文物遺址年代判定為清代。2007年6月1日公佈為四川省第七批文物保護單位 。